# Logro (videojuegos)

Logro obtenido

En el lenguaje de los videojuegos, un logro, también conocido a veces como un trofeo o un desafío, es una meta definida fuera de los parámetros de un juego. A diferencia de los sistemas de misiones o niveles que suelen definir los objetivos de un videojuego y tienen un efecto directo en el juego, la gestión de los logros por lo general se lleva a cabo fuera de los confines del ambiente de juego y la arquitectura.

## Propósito y motivación
Los logros se incluyen dentro de los juegos para extender la longevidad del título y ofrecer a los jugadores no simplemente completar el juego, sino también encontrar todos sus secretos. Son desafíos arbitrarios establecidos para el jugador. Estos logros pueden coincidir con los objetivos inherentes al juego en sí, tales como completar un nivel, con los objetivos secundarios, como la búsqueda de secretos de power-ups o niveles, o también pueden ser independientes de los objetivos primarios o secundarios del juego, como jugar a un cierto número de veces, ver un video, golpear a un cierto número de opositores seguidos o completar un nivel en una cierta cantidad de tiempo. Algunos logros puede referirse a otros logros; muchos juegos tienen un logro que requieren que el jugador haya ganado todos los otros logros.
A diferencia de los secretos, que tradicionalmente tienen algún tipo de beneficio directo para el jugador en la forma de volver el juego más fácil o características adicionales de juego a pesar de que podría tener formas similares a los logros para ser desbloqueados, el carácter narrativo e independiente de los logros les permite ser cumplidos sin necesidad de ofrecer al jugador cualquier beneficio o característica adicional. Además, los logros obtenidos en juegos son generalmente visibles fuera del entorno de juego (por ejemplo, en Internet) y forman parte del perfil en línea del jugador (Gamertag para Live Anywhere de Microsoft, tanto para los títulos de Xbox 360 y Games for Windows - Live soportan juegos para PC, PSN ID para PlayStation Network (PSN)) o un personaje en particular (los puntos de logros en World of Warcraft), Cada uno de estos logros son reflejados en los perfiles como una insignia o un trofeo los cuales contienen un título, una descripción, una fecha y la cantidad de puntos que otorga al jugador dependiendo de la dificultad para adquirirlo. La motivación para el jugador para obtener logros radica en la maximización de su propia puntuación (conocida como Gamerscore en LIVE y Trophy Level en PSN) y obtener el reconocimiento por su desempeño por publicación de sus logros/trofeos en sus perfiles.
Algunas implementaciones utilizan un sistema de logros que les proveen beneficios directos a la jugabilidad, aunque el premio no es por lo general congruente con el logro en sí mismo. Un ejemplo de este tipo de implementación son los "desafíos" que se encuentran en los últimos títulos Call of Duty. Los retos aquí puede incluir un cierto número de disparos en la cabeza o de matanzas y son recompensados no sólo con la finalización del logro, sino también un elemento de bonificación que se puede equipar. Team Fortress 2 cuenta con 3 milestones para cada una de las nueve clases. Cuando se alcanza un hito al hacer una determinada cantidad de logros para cada clase, el jugador será galardonado con un arma no transferible.

## Implementaciones
El juego E-Motion en el Amiga de 1990 fue uno de los primeros juegos que tenían algún tipo de logros, aunque el juego se le llamaba "secret bonus" ("bono secreto"). El juego tiene 5 logros secretos, por ejemplo, completar un nivel sin girar hacia la derecha o fallar por completo ciertos niveles.
Kongregate, un sitio de hospedaje de juegos en flash, da Insignias, las cuales dan puntos a los usuario, similar a Gamerscore de Xbox 360 y a los trofeo en PlayStation 3. Al igual que los trofeos de PSN, los puntos de trabajar para aumentar el nivel de un jugador. El sitio FAQ explica: "Su nivel se elevará automáticamente a medida que ganan puntos. Todavía estamos trabajando en los detalles de qué tipo de privilegios y premios potenciales que los puntos y los niveles podrían ser utilizados para desbloquear".